# Ординалистская теория полезности
Ординалистская (порядковая) теория полезности основывается на том, что предпочтения индивидуума относительно предлагаемых к выбору альтернатив не могут измеряться количественно, а только сравниваться, то есть одна альтернатива хуже или лучше другой. Альтернативой данной теории является кардиналистская (количественная) теория полезности.
Согласно ординалистской теории, невозможно измерить предельную полезность, так как потребитель измеряет не полезность отдельных благ, а полезность наборов благ. Возможности измерения поддаётся только порядок предпочтения наборов благ. Критерий ординалистской теории полезности предполагает упорядочение потребителем своих предпочтений относительно благ. Потребитель систематизирует выбор набора благ по уровню удовлетворения. Подобная систематизация даёт представление о предпочтениях потребителей в отношении набора благ. Однако она не даёт представления о различиях удовлетворения данными наборами благ. То есть с практической точки зрения потребитель может сказать, какой набор он предпочитает другому, но не может определить, насколько один набор предпочтительнее другого.
Авторами теории можно считать английского экономиста и статистика Фрэнсиса Эджуорта, итало-швейцарского социолога и экономиста Вильфредо Парето, американского экономиста и статистика Ирвинга Фишера. Теория приобрела широкое распространение после систематизации, проведённой в 1930-х годах в работах Роя Аллена и Джона Хикса.
Ординалистская теория базируется на следующих гипотезах:
1. Гипотеза полной упорядоченности: потребитель способен упорядочить все возможные товарные наборы с помощью отношений предпочтения или безразличия.
2. Гипотеза транзитивности: если потребитель предпочитает набор А набору В, а набор В набору С, то он предпочитает набор А набору С; соответственно, если набор А для потребителя равнозначен набору В, и набор В равнозначен набору С, то наборы А и С тоже для него равнозначны.
3. Гипотеза ненасыщения: при прочих равных условиях потребитель предпочитает большее количество данного блага меньшему его количеству.
4. Гипотеза рефлексивности: A ~ A.
5. Гипотеза выпуклости.
6. Гипотеза безразличия.

## Теорема о невозможности «коллективного выбора»
Американский экономист Кеннет Эрроу в 1951 году сформулировал теорему, согласно которой в рамках ординалистского подхода не существует метода объединения индивидуальных предпочтений для трёх и более альтернатив, который удовлетворял бы некоторым вполне справедливым условиям и всегда давал бы логически непротиворечивый результат.